# سی و نهمین دوره جوایز تمشک طلایی
سی و نهمین دوره جوایز تمشک طلایی جشنواره ای بود که به بررسی بدترین فیلم های صنعت فیلم در سال ۲۰۱۸ پرداخت. جوایز تمشک طلایی ، که همچنین به نام Razzies نیز شناخته می شود، بر اساس آراء اعضای بنیاد تمشک طلایی اهدا می شود. نامزدها در ۲۱ ژانویه ۲۰۱۹ اعلام شدند و برندگان در ۲۳ فوریه ۲۰۱۹ اعلام شدند. 

## برندگان و نامزدها

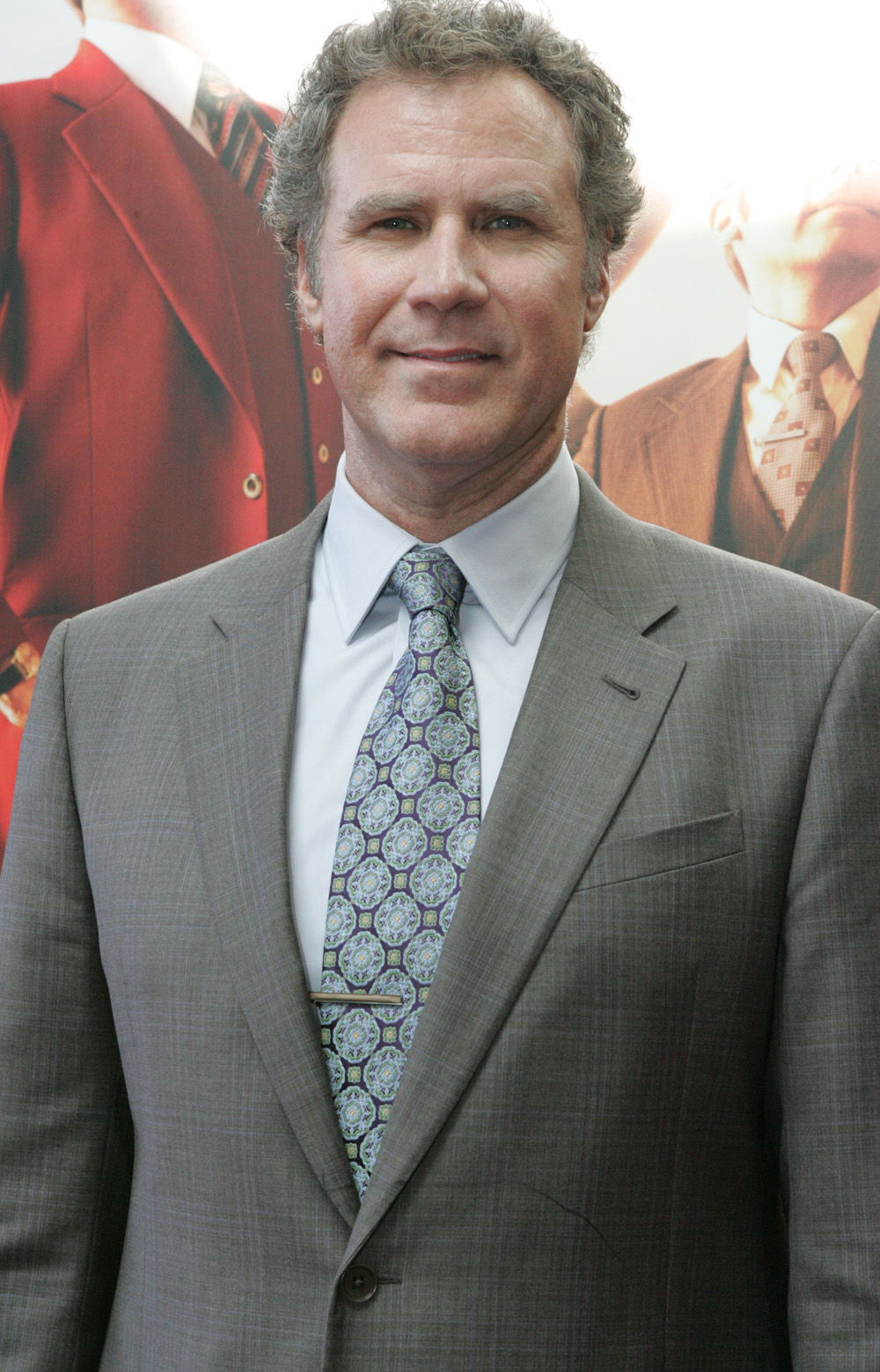
ویل فرل، برنده بدترین فیلم

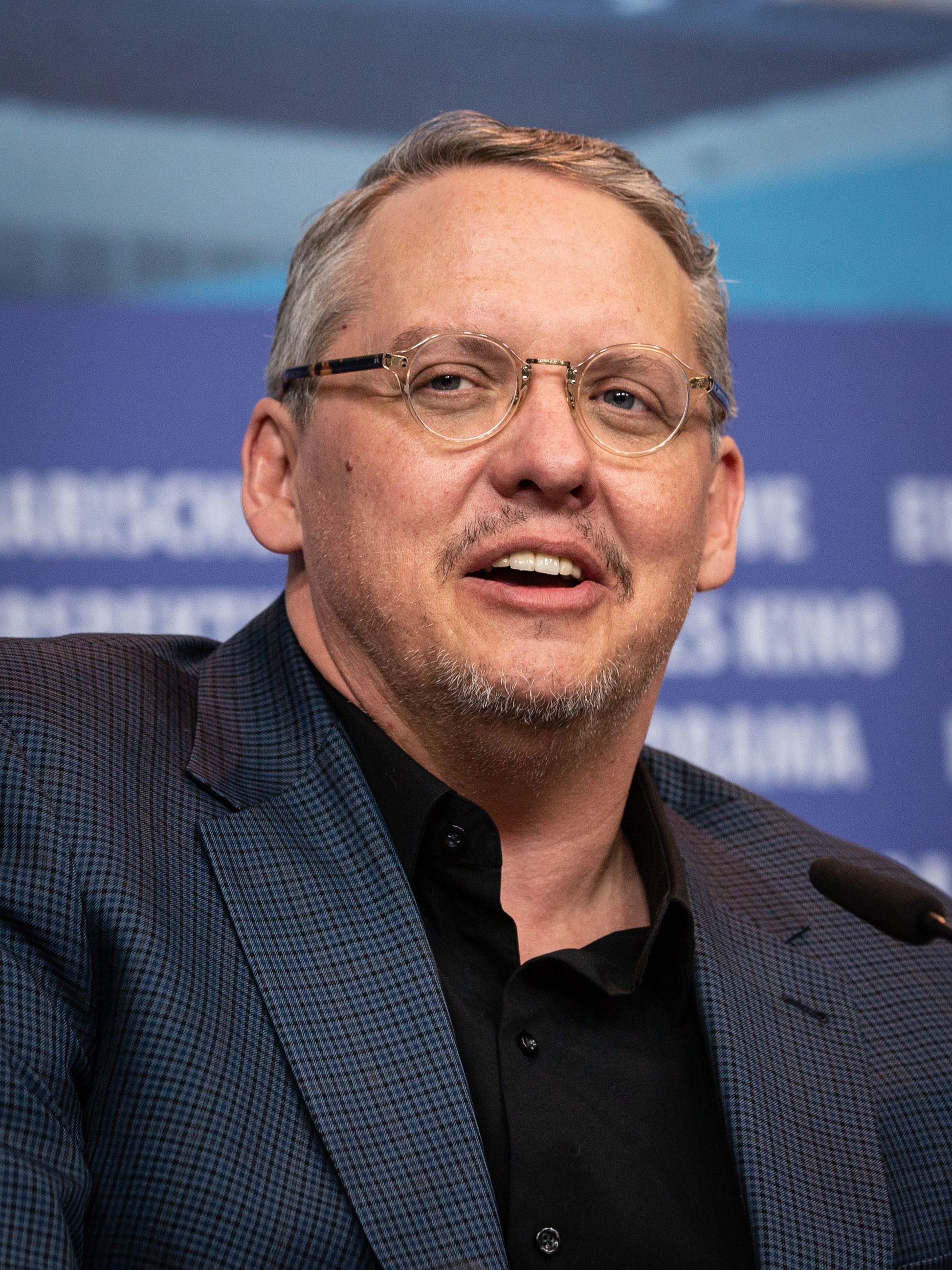
آدام مک‌کی، برنده بدترین فیلم

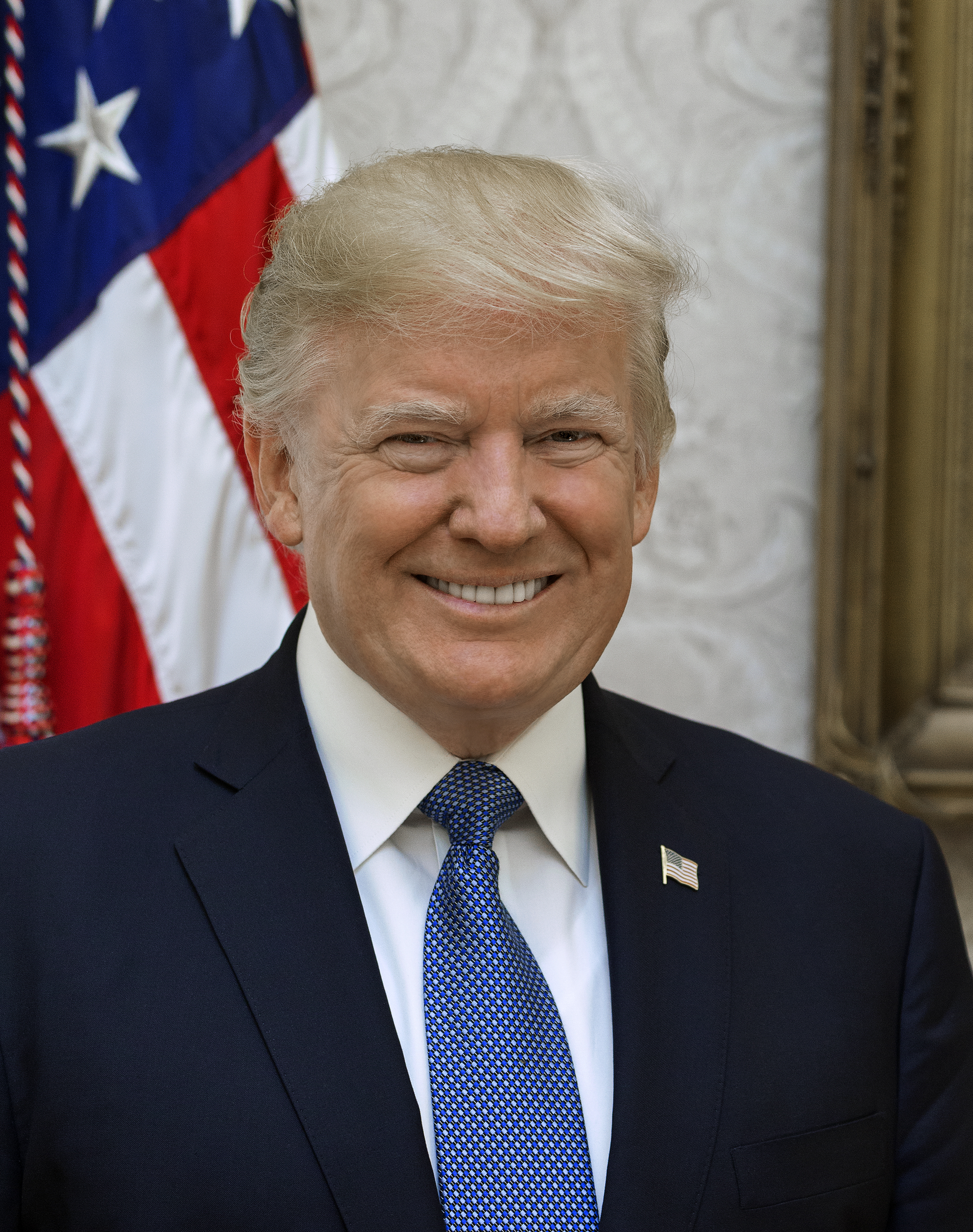
دونالد ترامپ، برندۀ بدترین بازیگر و بدترین زوج یا گروه بازیگری

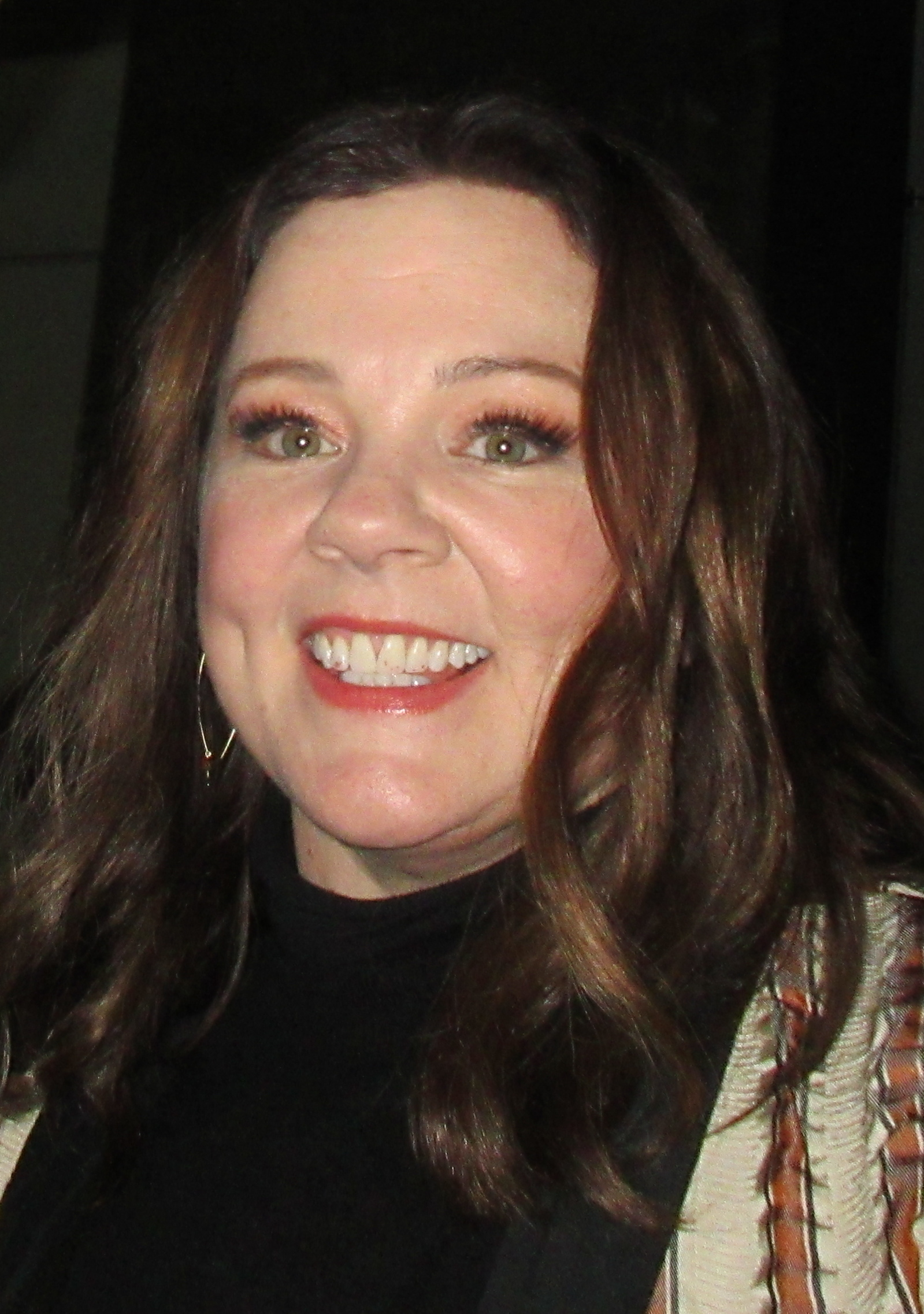
ملیسا مک‌کارتی، برندۀ بدترین بازیگر نقش زن و برندۀ جایزۀ رهایی‌بخش

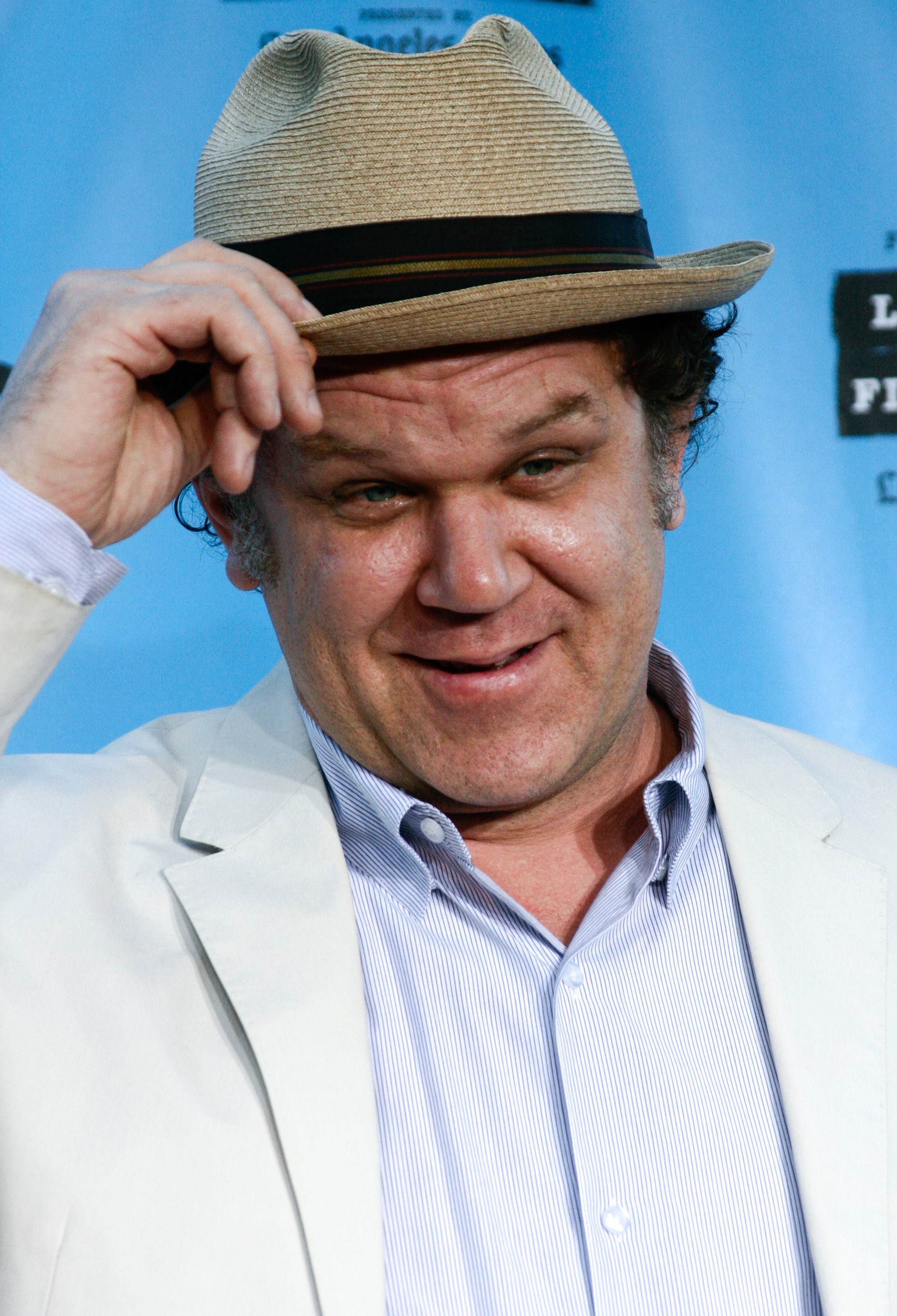
جان سی ریلی، برندۀ بدترین بازیگر نقش مکمل مرد

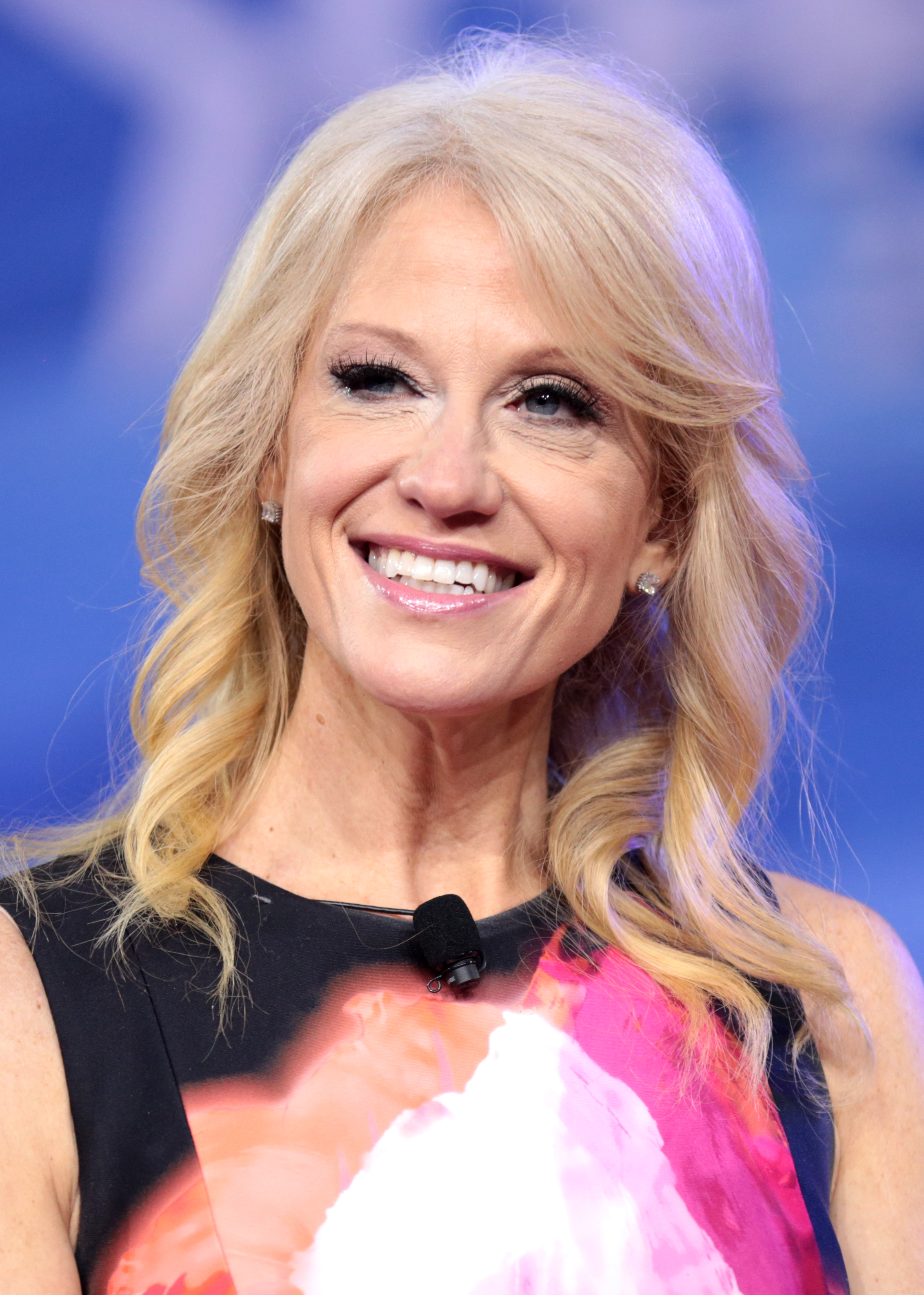
کلین کانوی، برندۀ بدترین بازیگر نقش مکمل زن

| بدترین فیلم - هولمز و واتسون (کلمبیا) – ویل فرل، آدام مک‌کی، جیمی میلر، کلایتون تاونسند - گوتی (ورتیکال اینترنیمیت) – رندال امیت، مارک فیور، مایکل فروچ، جورج فورلا - قتل در ساعات خوش (اس تی اکس) – بن فالکون، جفری هایز، برایان هنسون، ملیسا مک‌کارتی - رابین هود (سامیت) – جنیفر دیویسون، لئوناردو دی‌کاپریو - وینچستر (لاینزگیت) – تیم مک گاهان، برت تامبرلین | بدترین کارگردانی - ایتان کوهن – هولمز و واتسون - کوین کاتلی – گوتی - جیمز فولی – پنجاه طیف آزادی - برایان هنسون – قتل در ساعات خوش - برادران اسپیریگ – وینچستر |
| بدترین بازیگر مرد - دونالد ترامپ – مرگ یک ملت و فارنهایت ۱۱/۹ درنقش خودش - جانی دپ (صداپیشگی) – شرلوک گنومز درنقش شرلوک گنومز - ویل فرل – هولمز و واتسون درنقش شرلوک هولمز - جان تراولتا – گوتی درنقش جان گوتی - بروس ویلس – آرزوی مرگ درنقش پل کرسی | بدترین بازیگر زن - ملیسا مک‌کارتی – قتل در ساعات خوش درنقش کارآگاه کونی ادواردز، پایه مهمانی درنقش دینا میلز - جنیفر گارنر – نعنای تند درنقش رایلی نورث - امبر هرد – کشتزارهای لندن درنقش نیکولا سیکس - هلن میرن – وینچستر درنقش سارا وینچستر - آماندا سایفرد – تشویق کننده درنقش جودی |
| بدترین بازیگر مکمل مرد - جان سی ریلی – هولمز و واتسون درنقش دکتر جان واتسون - کریس «لوداکریس» برایجدز (صداپیشگی) – سگهای نمایشی درنقش مکس - جیمی فاکس – رابین هود درنقش جان کوچولو - جوئل مک هال – قتل در ساعات خوش درنقش مأمور ویژه کمپ ول - جاستیس اسمیث – دنیای ژوراسیک: سقوط پادشاهی درنقش فرانکلین وب                                                     | بدترین بازیگر مکمل زن - کلین کانوی – فارنهایت ۱۱/۹ درنقش خودش - مارسیا گی هاردن – پنجاه طیف آزادی درنقش گریس تریولین گری - کلی پرستون – گوتی درنقش ویکتوریا گوتی - جاز سینکلیر – اسلندرمن درنقش چلو - ملانیا ترامپ – فارنهایت ۱۱/۹ درنقش خودش                                         |
| بدترین زوج یا گروه بازیگری - دونالد ترامپ و "خودش در تداوم پخش" – مرگ یک ملت و فارنهایت ۱۱/۹ - دو عروسک گردان یا عروسک – قتل در ساعات خوش - جانی دپ و یکی از بازیگرانی که به سرعت محو شد – شرلوک گنومز - ویل فرل و جان سی ریلی – هولمز و واتسون - کلی پرستون و جان تراولتا – گوتی                                                                              | بدترین پیش‌درآمد، دنباله یا بازسازی - هولمز و واتسون – (کلمبیا) - مرگ یک ملت – (کوآلیتی فیکس) - آرزوی مرگ – (مترو گلدوین مایر) - مگ – (برادران وارنر) - رابین هود – (سامیت) |
| بدترین فیلمنامه - پنجاه طیف آزادی – نیال لئونارد; براساس رمانی به همین نام از ای ال جیمز - مرگ یک ملت – دینش دسوزا و بروس اسکولی; براساس دروغ بزرگ و مرگ یک ملت از دسوزا - گوتی – لیم دابز و لئو روسی - قتل در ساعات خوش – تاد برگر؛ داستانی از برگر و دی آستین رابرتسان - وینچستر – برادران اسپیریگ و تام واگهان                                              | جایزه رهایی‌بخش - ملیسا مک‌کارتی – آیا هرگز میتوانی مرا ببخشی؟ - پیتر فارلی – کتاب سبز - تایلر پری – معاون - فرانچایز تبدیل شوندگان – بامبلبی - سونی پیکچرز انیمیشن – مرد عنکبوتی: به درون دنیای عنکبوتی                                                                                |
| جایزه بری ال. بام استد - باشگاه پسران میلیاردر | |

## فیلم ها با برنده ها و نامزدهای متعدد
۹ فیلم زیر، چندین بار نامزد شد: 
| نامزدها | فیلم             |
| ------- | ---------------- |
| ۶       | گوتی             |
| ۶       | قتل در ساعات خوش |
| ۶       | هولمز و واتسون   |
| ۴       | مرگ یک ملت       |
| ۴       | فارنهایت ۱۱/۹    |
| ۴       | وینچستر          |
| ۳       | پنجاه طیف آزادی  |
| ۳       | رابین هود        |
| ۲       | آرزوی مرگ        |
| ۲       | شرلوک گنومز      |

فیلم های زیر چندین بار برنده شد: 
| تعداد برد | فیلم           |
| --------- | -------------- |
| ۴         | هولمز و واتسون |
| ۳         | فارنهایت ۱۱/۹  |
| ۲         | مرگ یک ملت     |

## همچنین نگاه کنید
- نود و یکمین دوره جوایز اسکار
- هفتاد و ششمین مراسم گلدن گلوب